# You Energy Volley 2022-2023
Questa voce raccoglie le informazioni riguardanti la You Energy Volley nelle competizioni ufficiali della stagione 2022-2023.

## Stagione
Nella stagione 2022-23 la You Energy Volley assume la denominazione sponsorizzata di Gas Sales Bluenergy Piacenza.
Partecipa per la quarta volta alla Superlega: chiude la regular season di campionato al sesto posto in classifica, qualificandosi per i play-off scudetto, dove viene sconfitta in semifinale dalla Trentino. Termina i play-off scudetto al terzo posto, vincendo in finale contro la Powervolley Milano.
A seguito del quinto posto in classifica al termine del girone di andata, si qualifica per la Coppa Italia, vincendo per la prima volta il trofeo, grazie all'affermazione in finale sulla Trentino.
Il successo ai play-off 5º posto nel campionato 2021-22 consente alla You Energy di partecipare alla Challenge Cup: tuttavia, per decisione della CEV, viene promossa in Coppa CEV; viene eliminata in semifinale dal Roeselare, sconfitta al golden set, dopo aver perso la gara di andata ma vinta quella di ritorno.

## Organigramma societario
Area direttiva
- Presidente: Elisabetta Curti
- Vicepresidente: Giuseppe Bongiorni
- Amministratore: Isabella Cocciolo
- Segreteria generale: Luca Rigolon
- Direttore generale: Hristo Zlatanov
- Direttore sportivo: Alessandro Fei
- Amministrazione: Enrica Cò
- Responsabile logistica: Aldo Binaghi
- Consulente legale: Luca Tosini
- Responsabile palasport: Giovanni D'Ancona
- Sicurezza palasport: Vittorino Francani

Area tecnica
- Allenatore: Lorenzo Bernardi (fino al 31 dicembre 2022), Massimo Botti (dal 31 dicembre 2022)
- Allenatore in seconda: Massimo Botti (fino al 31 dicembre 2022), Matteo De Cecco (dal 31 dicembre 2022 al 10 febbraio 2023), Giuseppe Amoroso (dal 10 febbraio 2023)
- Assistente allenatore: Matteo De Cecco (dal 18 ottobre al 31 dicembre 2022)
- Scout man: Giuseppe Amoroso (fino al 10 febbraio 2023), Paolo Zambolin (dal 10 febbraio 2023)
- Responsabile settore giovanile: Francesco Di Leo

Area comunicazione
- Ufficio stampa: Vincenzo Bosco
- Responsabile digital: Matteo Ghizzoni
- Speaker: Nicola Gobbi
- Social media manager: Tancredi Cattone

Area marketing
- Ufficio marketing: Dakal Mussa, Monica Uccelli, Francesca Fasano
- Responsabile area commerciale: Bruno Capocaccia

Area sanitaria
- Medico: Carlo Segalini, Francesco Zucchi
- Preparatore atletico: Davide Grigoletto
- Fisioterapista: Federico Pelizzari, Federico Usai
- Osteopata: Giovanni Berzioli

## Rosa
| N° | Nome               | Ruolo | Data di nascita  | Nazionalità sportiva |
| -- | ------------------ | ----- | ---------------- | -------------------- |
| 1  | Luka Bašić         | S     | 29 gennaio 1995  | Francia              |
| 2  | Nicolò Hoffer      | L     | 6 maggio 2000    | Italia               |
| 3  | Francesco Recine   | S     | 7 febbraio 1999  | Italia               |
| 4  | Fabrizio Gironi    | S     | 18 marzo 2000    | Italia               |
| 5  | Roamy Alonso       | C     | 24 luglio 1997   | Cuba                 |
| 6  | Antoine Brizard    | P     | 22 maggio 1994   | Francia              |
| 8  | Ricardo Lucarelli  | S     | 14 febbraio 1992 | Brasile              |
| 9  | Yoandy Leal        | S     | 31 agosto 1988   | Brasile              |
| 10 | Leonardo Scanferla | L     | 4 dicembre 1998  | Italia               |
| 12 | Enrico Cester      | C     | 16 marzo 1988    | Italia               |
| 13 | Robertlandy Simón  | C     | 11 giugno 1987   | Cuba                 |
| 17 | Yuri Romanò        | O     | 26 luglio 1997   | Italia               |
| 18 | Edoardo Caneschi   | C     | 26 gennaio 1997  | Italia               |
| 19 | Freek de Weijer    | P     | 30 ottobre 1995  | Paesi Bassi          |

## Mercato
| Acquisti | Acquisti          | Acquisti            | Acquisti   |
| R.       | Nome              | da                  | Modalità   |
| -------- | ----------------- | ------------------- | ---------- |
| C        | Roamy Alonso      | Chaumont            | definitivo |
| S        | Luka Bašić        | Callipo             | definitivo |
| P        | Freek de Weijer   | Kīfisia             | definitivo |
| S        | Fabrizio Gironi   | Prisma Taranto      | definitivo |
| L        | Nicolò Hoffer     | Rinascita Lagonegro | definitivo |
| S        | Yoandy Leal       | Modena              | definitivo |
| S        | Ricardo Lucarelli | Lube                | definitivo |
| O        | Yuri Romanò       | Powervolley Milano  | definitivo |
| C        | Robertlandy Simón | Lube                | definitivo |

| Cessioni | Cessioni         | Cessioni              | Cessioni   |
| R.       | Nome             | a                     | Modalità   |
| -------- | ---------------- | --------------------- | ---------- |
| S        | Oleg Antonov     | Prisma Taranto        | definitivo |
| L        | Damiano Catania  | Top Volley Latina     | definitivo |
| C        | Maxwell Holt     | Beijing               | definitivo |
| O        | Adis Lagumdžija  | Modena                | definitivo |
| P        | Pierre Pujol     | -                     | svincolato |
| S        | Aaron Russell    | JT Thunders Hiroshima | definitivo |
| S        | Thibault Rossard | Asseco Resovia        | definitivo |
| O        | Tonček Štern     | Olympiakos            | definitivo |
| C        | Alessandro Tondo | Callipo               | definitivo |

## Risultati

### Superlega

#### Girone di andata
| 1ª giornata - 2 ottobre 2022 PalaBanca, Piacenza       | You Energy         | 2 - 3 | Verona             | 20-25, 25-23, 25-23, 20-25, 22-24 |
| 2ª giornata - 9 ottobre 2022 PalaPanini, Modena        | Modena             | 3 - 1 | You Energy         | 25-21, 15-25, 25-22, 25-23        |
| 3ª giornata - 16 ottobre 2022 PalaBanca, Piacenza      | You Energy         | 3 - 1 | Trentino           | 23-25, 25-18, 25-22, 25-22        |
| 4ª giornata - 23 ottobre 2022 PalaMensSana, Siena      | Emma Villas        | 0 - 3 | You Energy         | 12-25, 19-25, 22-25               |
| 5ª giornata - 30 ottobre 2022 PalaBanca, Piacenza      | You Energy         | 1 - 3 | Milano             | 23-25, 25-18, 24-26, 18-25        |
| 6ª giornata - 5 novembre 2022 PalaMazzola, Taranto     | Prisma Taranto     | 0 - 3 | You Energy         | 16-25, 19-25, 23-25               |
| 7ª giornata - 12 novembre 2022 PalaBanca, Piacenza     | You Energy         | 1 - 3 | Sir Safety Perugia | 21-25, 22-25, 25-22, 22-25        |
| 8ª giornata - 20 novembre 2022 Palalido, Milano        | Powervolley Milano | 2 - 3 | You Energy         | 18-25, 25-21, 25-23, 22-25, 13-15 |
| 9ª giornata - 27 novembre 2022 PalaBanca, Piacenza     | You Energy         | 2 - 3 | Lube               | 25-21, 21-25, 25-16, 15-25, 13-15 |
| 10ª giornata - 4 dicembre 2022 PalaBanca, Piacenza     | You Energy         | 3 - 0 | Top Volley Latina  | 25-22, 25-19, 25-23               |
| 11ª giornata - 11 dicembre 2022 PalaSanLazzaro, Padova | Padova             | 1 - 3 | You Energy         | 24-26, 17-25, 25-21, 20-25        |

#### Girone di ritorno
| 12ª giornata - 17 dicembre 2022 PalaOlimpia, Verona                    | Verona             | 1 - 3 | You Energy         | 21-25, 25-23, 23-25, 23-25        |
| 13ª giornata - 26 dicembre 2022 PalaBanca, Piacenza                    | You Energy         | 0 - 3 | Modena             | 22-25, 19-25, 17-25               |
| 14ª giornata - 8 gennaio 2023 PalaTrento, Trento                       | Trentino           | 1 - 3 | You Energy         | 22-25, 25-19, 19-25, 21-25        |
| 15ª giornata - 15 gennaio 2023 PalaBanca, Piacenza                     | You Energy         | 1 - 3 | Emma Villas        | 22-25, 25-17, 24-26, 31-33        |
| 16ª giornata - 21 gennaio 2023 Arena di Monza, Monza                   | Milano             | 3 - 1 | You Energy         | 22-25, 27-25, 25-20, 25-15        |
| 17ª giornata - 29 gennaio 2023 PalaBanca, Piacenza                     | You Energy         | 3 - 2 | Prisma Taranto     | 29-27, 25-21, 20-25, 23-25, 15-9  |
| 18ª giornata - 4 febbraio 2023 PalaEvangelisti, Perugia                | Sir Safety Perugia | 3 - 1 | You Energy         | 22-25, 25-22, 25-21, 25-17        |
| 19ª giornata - 12 febbraio 2023 PalaBanca, Piacenza                    | You Energy         | 3 - 1 | Powervolley Milano | 27-25, 25-18, 18-25, 25-19        |
| 20ª giornata - 19 febbraio 2023 PalaCivitanova, Civitanova Marche      | Lube               | 3 - 2 | You Energy         | 18-25, 22-25, 25-23, 25-23, 15-13 |
| 21ª giornata - 4 marzo 2023 Palazzetto dello Sport, Cisterna di Latina | Top Volley Latina  | 3 - 0 | You Energy         | 25-18, 25-18, 25-20               |
| 22ª giornata - 12 marzo 2023 PalaBanca, Piacenza                       | You Energy         | 3 - 1 | Padova             | 25-15, 18-25, 25-21, 25-21        |

#### Play-off scudetto
| Quarti di finale (gara 1) - 19 marzo 2023 PalaPanini, Modena  | Modena             | 3 - 2 | You Energy         | 25-19, 23-25, 25-19, 20-25, 15-11 |
| Quarti di finale (gara 2) - 22 marzo 2023 PalaBanca, Piacenza | You Energy         | 2 - 3 | Modena             | 25-19, 21-25, 25-22, 21-25, 13-15 |
| Quarti di finale (gara 3) - 26 marzo 2023 PalaPanini, Modena  | Modena             | 0 - 3 | You Energy         | 21-25, 22-25, 23-25               |
| Quarti di finale (gara 4) - 2 aprile 2023 PalaBanca, Piacenza | You Energy         | 3 - 0 | Modena             | 25-20, 25-21, 25-20               |
| Quarti di finale (gara 5) - 10 aprile 2023 PalaPanini, Modena | Modena             | 2 - 3 | You Energy         | 25-19, 25-17, 20-25, 21-25, 12-15 |
| Semifinali (gara 1) - 13 aprile 2023 PalaTrento, Trento       | Trentino           | 3 - 0 | You Energy         | 25-23, 25-22, 25-18               |
| Semifinali (gara 2) - 16 aprile 2023 PalaBanca, Piacenza      | You Energy         | 1 - 3 | Trentino           | 19-25, 22-25, 25-20, 20-25        |
| Semifinali (gara 3) - 19 aprile 2023 PalaTrento, Trento       | Trentino           | 0 - 3 | You Energy         | 23-25, 22-25, 20-25               |
| Semifinali (gara 4) - 22 aprile 2023 PalaBanca, Piacenza      | You Energy         | 3 - 0 | Trentino           | 25-21, 25-23, 25-23               |
| Semifinali (gara 5) - 25 aprile 2023 PalaTrento, Trento       | Trentino           | 3 - 1 | You Energy         | 18-25, 25-20, 25-17, 25-19        |
| Finale 3º posto (gara 1) - 29 aprile 2023 PalaBanca, Piacenza | You Energy         | 3 - 0 | Powervolley Milano | 25-17, 25-16, 25-22               |
| Finale 3º posto (gara 2) - 2 maggio 2023 Palalido, Milano     | Powervolley Milano | 0 - 3 | You Energy         | 24-26, 19-25, 23-25               |
| Finale 3º posto (gara 3) - 6 maggio 2023 PalaBanca, Piacenza  | You Energy         | 3 - 0 | Powervolley Milano | 25-19, 28-26, 25-21               |

### Coppa Italia
| Quarti di finale - 29 dicembre 2022 PalaOlimpia, Verona | Verona             | 2 - 3 | You Energy | 19-25, 33-31, 22-25, 25-21, 8-15 |
| Semifinale - 25 febbraio 2023 Palazzo dello Sport, Roma | Sir Safety Perugia | 0 - 3 | You Energy | 28-30, 20-25, 22-25              |
| Finale - 26 febbraio 2023 Palazzo dello Sport, Roma     | You Energy         | 3 - 0 | Trentino   | 25-22, 25-17, 25-23              |

### Coppa CEV
| Sedicesimi di finale (andata) - 9 novembre 2022 PalaBanca, Piacenza                    | You Energy    | 3 - 0 | Lvi Praha     | 25-21, 25-19, 25-20                   |
| Sedicesimi di finale (ritorno) - 15 novembre 2022 Aréna Sparta, Praga                  | Lvi Praha     | 1 - 3 | You Energy    | 19-25, 26-28, 25-23, 21-25            |
| Ottavi di finale (andata) - 30 novembre 2022 PalaBanca, Piacenza                       | You Energy    | 3 - 1 | Fenerbahçe    | 25-13, 24-26, 25-15, 25-20            |
| Ottavi di finale (ritorno) - 14 dicembre 2022 Burhan Felek Spor Salonu, Istanbul       | Fenerbahçe    | 1 - 3 | You Energy    | 25-22, 23-25, 24-26, 19-25            |
| Play-off (andata) - 10 gennaio 2023 Sala Sporturilor Dunărea, Galati                   | Arcada Galați | 0 - 3 | You Energy    | 24-26, 22-25, 18-25                   |
| Play-off (ritorno) - 25 gennaio 2023 PalaBanca, Piacenza                               | You Energy    | 3 - 1 | Arcada Galați | 29-31, 25-10, 25-12, 25-23            |
| Quarti di finale (andata) - 7 febbraio 2023 Palais des Sports Delmas, Castelnau-le-Lez | Montpellier   | 3 - 1 | You Energy    | 23-25, 25-23, 25-22, 25-20            |
| Quarti di finale (ritorno) - 15 febbraio 2023 PalaBanca, Piacenza                      | You Energy    | 3 - 0 | Montpellier   | 25-21, 25-19, 25-21 Golden set: 15-7  |
| Semifinale (andata) - 7 marzo 2023 Tomabelhal, Roeselare                               | Roeselare     | 3 - 0 | You Energy    | 25-20, 25-23, 25-23                   |
| Semifinale (ritorno) - 15 marzo 2023 PalaBanca, Piacenza                               | You Energy    | 3 - 0 | Roeselare     | 25-17, 25-19, 25-21 Golden set: 12-15 |

## Statistiche

### Statistiche di squadra
| Competizione | Punti | In casa | In casa | In casa | In trasferta | In trasferta | In trasferta | Totale | Totale | Totale |
| Competizione | Punti | G       | V       | P       | G            | V            | P            | G      | V      | P      |
| ------------ | ----- | ------- | ------- | ------- | ------------ | ------------ | ------------ | ------ | ------ | ------ |
| Superlega    | 34    | 17      | 9       | 8       | 18           | 10           | 8            | 35     | 19     | 16     |
| Coppa Italia | -     | 0       | 0       | 0       | 1            | 1            | 0            | 3      | 3      | 0      |
| Coppa CEV    | -     | 5       | 5       | 0       | 5            | 3            | 2            | 10     | 8      | 2      |
| Totale       | -     | 22      | 14      | 8       | 24           | 14           | 10           | 48     | 30     | 18     |

G = partite giocate; V = partite vinte; P = partite perse

### Statistiche dei giocatori
| Giocatore    | Superlega | Superlega | Superlega | Superlega | Superlega | Coppa Italia | Coppa Italia | Coppa Italia | Coppa Italia | Coppa Italia | Coppa CEV | Coppa CEV | Coppa CEV | Coppa CEV | Coppa CEV | Totale | Totale | Totale | Totale | Totale |
| Giocatore    | P         | PT        | AV        | MV        | BV        | P            | PT           | AV           | MV           | BV           | P         | PT        | AV        | MV        | BV        | P      | PT     | AV     | MV     | BV     |
| ------------ | --------- | --------- | --------- | --------- | --------- | ------------ | ------------ | ------------ | ------------ | ------------ | --------- | --------- | --------- | --------- | --------- | ------ | ------ | ------ | ------ | ------ |
| R. Alonso    | 14        | 65        | 54        | 8         | 3         | 1            | 4            | 3            | 1            | 0            | 7         | 41        | 28        | 11        | 2         | 22     | 110    | 85     | 20     | 5      |
| L. Bašić     | 21        | 83        | 77        | 4         | 2         | 2            | 12           | 11           | 1            | 0            | 7         | 39        | 33        | 6         | 0         | 30     | 134    | 121    | 11     | 2      |
| A. Brizard   | 35        | 112       | 49        | 30        | 33        | 3            | 21           | 6            | 5            | 10           | 10        | 42        | 22        | 9         | 11        | 48     | 175    | 77     | 44     | 54     |
| E. Caneschi  | 32        | 185       | 115       | 60        | 10        | 3            | 16           | 9            | 6            | 1            | 7         | 42        | 20        | 17        | 5         | 42     | 243    | 144    | 83     | 16     |
| E. Cester    | 14        | 16        | 12        | 3         | 1         | 0            | 0            | 0            | 0            | 0            | 7         | 14        | 9         | 5         | 0         | 21     | 30     | 21     | 8      | 1      |
| F. de Weijer | 11        | 1         | 0         | 1         | 0         | 1            | 0            | 0            | 0            | 0            | 7         | 3         | 2         | 0         | 1         | 19     | 4      | 2      | 1      | 1      |
| F. Gironi    | 29        | 42        | 33        | 4         | 5         | 3            | 4            | 1            | 1            | 2            | 7         | 42        | 36        | 2         | 4         | 39     | 88     | 70     | 7      | 11     |
| N. Hoffer    | 5         | 0         | 0         | 0         | 0         | 0            | 0            | 0            | 0            | 0            | 4         | 0         | 0         | 0         | 0         | 9      | 0      | 0      | 0      | 0      |
| Y. Leal      | 29        | 448       | 386       | 35        | 27        | 2            | 31           | 26           | 2            | 3            | 9         | 135       | 108       | 18        | 9         | 40     | 614    | 520    | 55     | 39     |
| R. Lucarelli | 28        | 336       | 277       | 16        | 43        | 2            | 15           | 12           | 1            | 2            | 8         | 78        | 65        | 4         | 9         | 38     | 429    | 354    | 21     | 54     |
| F. Recine    | 32        | 87        | 64        | 15        | 8         | 2            | 6            | 4            | 2            | 0            | 7         | 32        | 26        | 2         | 4         | 41     | 125    | 94     | 19     | 12     |
| Y. Romanò    | 35        | 499       | 419       | 23        | 57        | 3            | 42           | 37           | 3            | 2            | 10        | 106       | 80        | 8         | 18        | 48     | 647    | 496    | 34     | 77     |
| L. Scanferla | 35        | 1         | 1         | 0         | 0         | 3            | 0            | 0            | 0            | 0            | 10        | 0         | 0         | 0         | 0         | 48     | 1      | 1      | 0      | 0      |
| R. Simón     | 31        | 332       | 206       | 88        | 38        | 3            | 43           | 27           | 9            | 7            | 6         | 62        | 38        | 13        | 11        | 40     | 437    | 271    | 110    | 56     |

P = presenze; PT = punti totali; AV = attacchi vincenti; MV = muri vincenti; BV = battute vincenti